# Petroleum Geo-Services

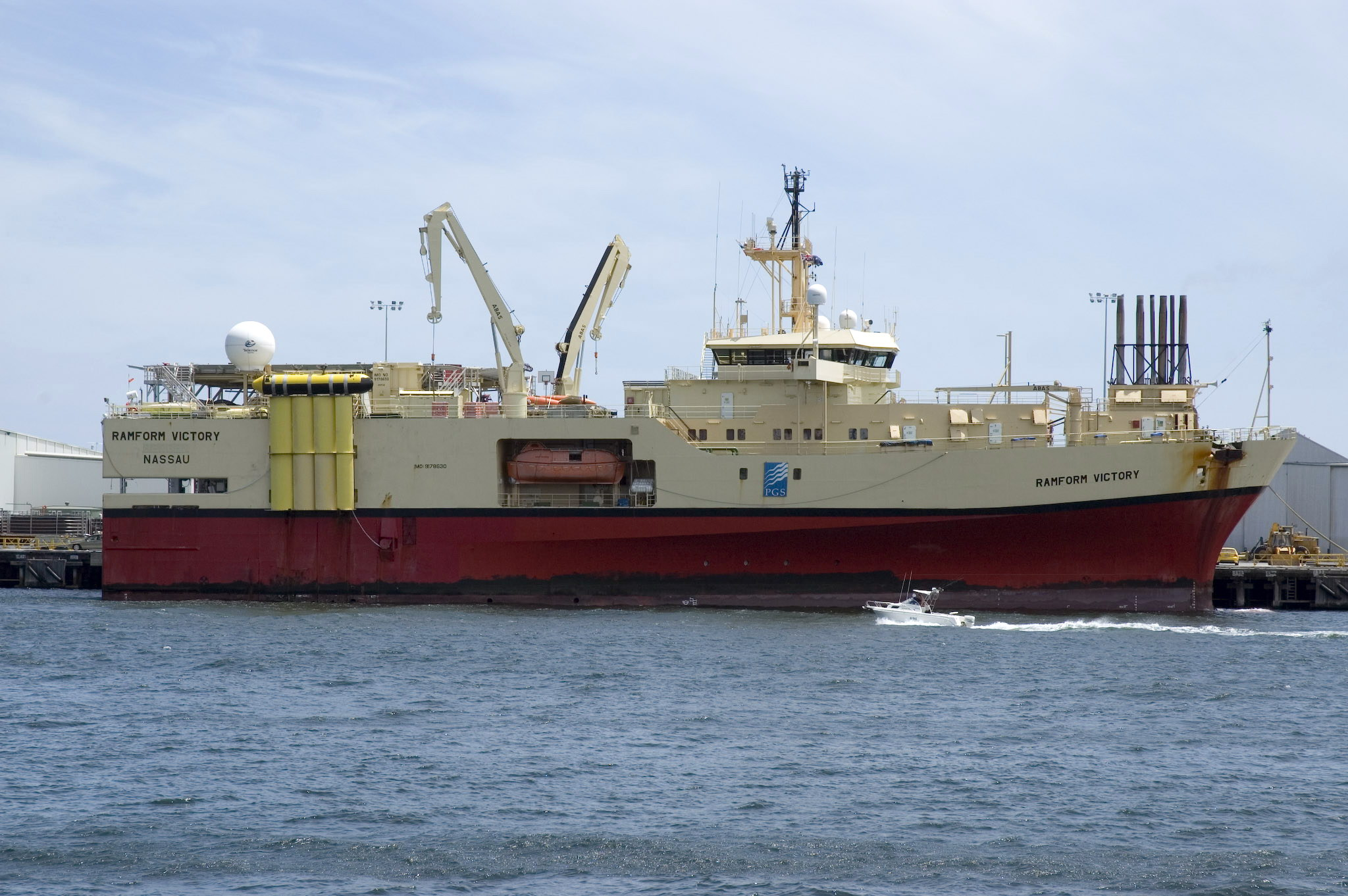
Ramform Victory - jeden ze statków przedsiębiorstwa

Petroleum Geo-Services – norweskie przedsiębiorstwo z główną siedzibą w Oslo, działające na całym świecie, świadczące usługi poszukiwania i oceny podmorskich złóż gazu i ropy naftowej.
Firma powstała w 1991 z połączenia firm Geoteam i Precision Seismic. Dysponowała wtedy dwoma statkami do badań sejsmicznych. Od sierpnia 1992 notowana na Oslo Børs (giełdzie papierów wartościowych w Oslo) a od kwietnia 1997 na New York Stock Exchange.
W 2014 przedsiębiorstwo wykorzystywało 16 statków do badań sejsmicznych, w 25 krajach działało 35 biur firmy.